# Tsunami (film, 2015)
Pour les articles homonymes, voir Tsunami (homonymie).
Pour plus de détails, voir Fiche technique et Distribution.
Tsunami est un film français réalisé par Jacques Deschamps et sorti en 2015.

## Fiche technique
- Titre : Tsunami
- Autre titre : Orient-extrême
- Réalisation : Jacques Deschamps
- Scénario : Jacques Deschamps
- Photographie : Octávio Espírito Santo
- Décors : Jimmy Vansteenkiste
- Costumes : Agnès Noden
- Son : Sandy Notarianni
- Montage : Luc Forveille
- Production : Les Productions Balthazar
- Pays d'origine :  France
- Durée : 86 minutes
- Date de sortie : France - 27 novembre 2015[1]

## Distribution
- Céline Sallette : Aline
- Laurent Capelluto : Georges
- Daisuke Sekiguchi : Yukio
- Masako Tomito : Akiko
- François Legoux : Toshi
- Fabien Mairey : François
- Marie-Bénédicte Cazeneuve : Claude